# Séisme de Limagne de 1490
Le séisme de Limagne, aussi appelé séisme de Riom ou grand séisme de Clermont, se produisit le 1er mars 1490 avec une intensité épicentrale évaluée à VIII sur l'échelle MSK et ressenti à Clermont-Ferrand avec une intensité de VII-VIII. Son épicentre se situait probablement à une quinzaine de kilomètres au nord-ouest de Clermont-Ferrand.
Il est à ce jour le plus important séisme d'Auvergne et l'« un des séismes les plus destructeurs recensés pour la France métropolitaine depuis 1 000 ans » selon le Bureau de recherches géologiques et minières (BRGM). Il provoqua des dégâts importants à Clermont-Ferrand. Ainsi, dans une délibération du Conseil de la ville de Clermont datée 3 mars 1490, il est écrit « que le tremble terre avoit abattu et gecté par terre plusieurs tours de la ville et entre aultres la tour de la maison de la ville et des portes des Gras et de sainct-Pierre et que il estoit neccessaire dabbatre ce que le tremble avoit cassé, etc. ».
Parmi les dommages répertoriés alors dans la ville, la tour de l'hôtel de ville et la tour Doyre se sont écroulées, la tour des Gras et la tour des Frères mineurs non réparables ont dû être abattues, la porte et la tour Saint-Pierre sont partiellement écroulées, la tour de Bort, la porte des Frères mineurs, la tour Constave, la tour Ligonne, la tour Champeau, une tourelle de la tour Notre-Dame, la tour Cornay et la tour Neuve ont subi des dégâts nécessitant réparation comme le mur d'enceinte depuis la chapelle Saint-Barthélemy jusqu'à la porte Saint-Pierre.
Des monuments et bâtiments se sont également effondrés à Billom, Cébazat, Pontgibaud et Riom.
En 2010, le BRGM a fait une évaluation des dégâts qu'un séisme similaire ferait sur la bâti actuel de Clermont-Ferrand.
La région de Clermont connut au XVe siècle, deux autres séismes, un en 1450 et un autre plus important en 1477,.